# Paleolitico inferiore

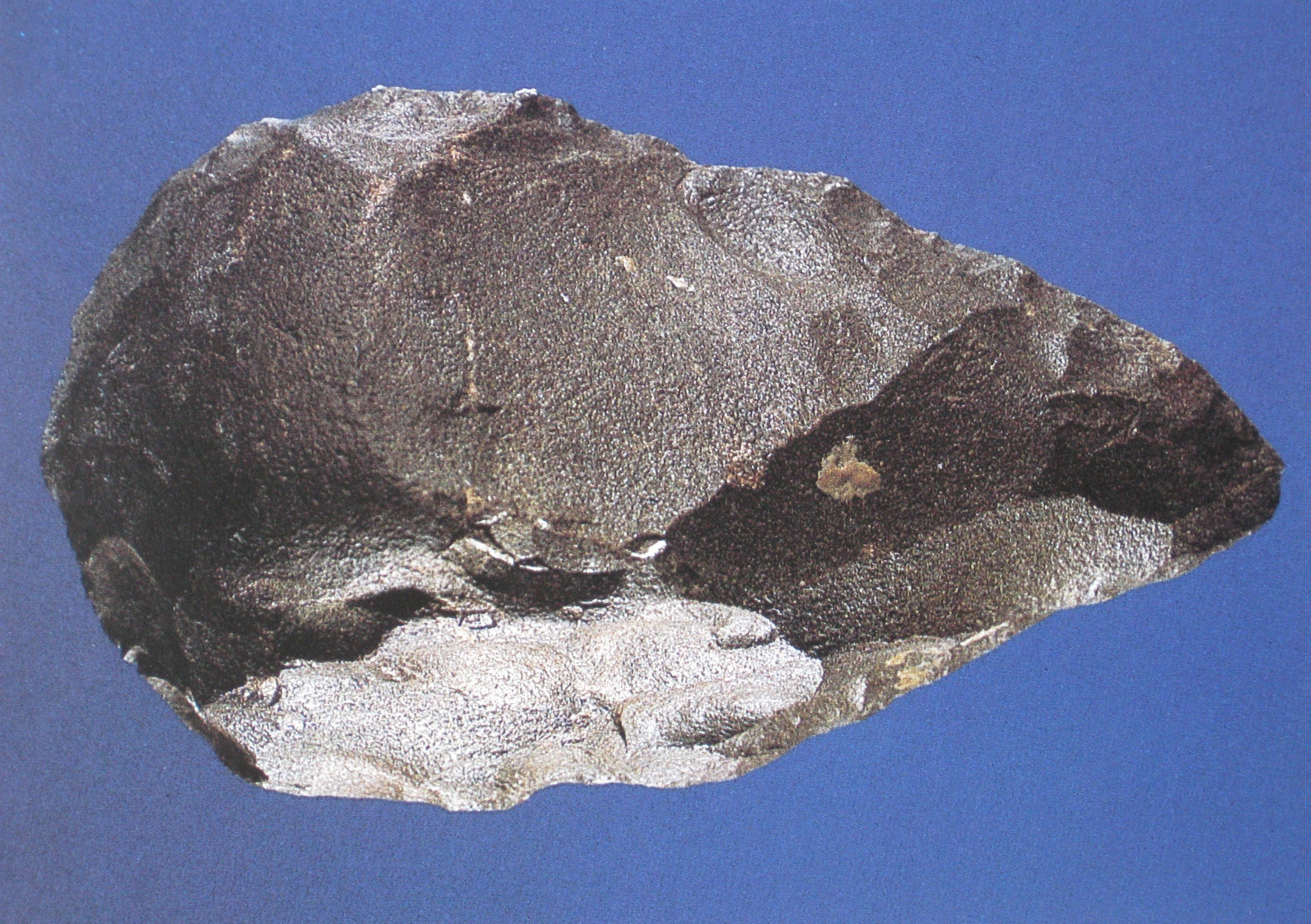
Bifacciale del paleolitico rinvenuta presso Forlì.

Il Paleolitico inferiore è la prima e più antica delle suddivisioni del Paleolitico.
Ha ricoperto un arco temporale di circa 2,3 milioni di anni. Si fa coincidere il suo inizio con l'apparizione delle prime pietre scheggiate dagli ominidi (2,6 milioni di anni fa) e lo si fa terminare a circa 300 000 anni fa; corrisponde al Pleistocene inferiore e parte del medio. Nella sua cronologia rientrano le glaciazioni di Günz e Mindel con i periodi interglaciali intermedi. In questo periodo si diffondono l'Homo habilis e l'Homo erectus.
Il Paleolitico inferiore è seguito dal Paleolitico Medio nel quale si registra l'apparizione di tecniche più avanzate di scheggiatura e soprattutto di preparazione del nucleo litico, come nel Musteriano. 
È ancora oggetto di dibattito se la scoperta del fuoco sia avvenuta nel Paleolitico inferiore o medio. 
- Olduvaiano (Pebble Culture), 2.500.000-750.000 anni fa circa: manufatti su ciottoli appena scheggiati ("choppers" e "chopping tools"). Il nome deriva dal sito delle "gole di Olduwai" (o Olduvai, Tanzania). In Italia, sono stati ritrovati reperti risalenti a questo periodo, ad esempio in diverse aree della Sicilia o Ca' Belvedere nel forlivese[2].
- Acheuleano, 750.000-120.000 anni fa circa: manufatti litici a forma di mandorla e lavorati su due lati in modo simmetrico ("bifacciali" o "amigdale") associati a diversi strumenti ricavati da schegge (raschiatoi e punte). Il nome deriva dal sito di Saint-Acheul, (presso Amiens, Francia). Geograficamente esiste una suddivisione tra "acheuleano classico" (Francia settentrionale e Inghilterra) e "acheuleano meridionale" (Francia meridionale e Spagna).Viene suddiviso cronologicamente in due principali fasi:
  - acheuleano antico" o "arcaico", che tende a sostituire i termini di Abbevilliano, dal sito di Abbeville, e di Chelleano, dal sito di Chelles, entrambi in Francia):
  - una seconda fase più articolata, comprendente: "acheuleano medio", "evoluto" e "superiore", che continua nel paleolitico medio con l'"acheuleano finale".
- Clactoniano: manufatti litici derivati da grandi schegge con piano di percussione obliquo. Secondo alcuni non si tratterebbe tuttavia di una cultura distinta dall'Acheuleano, a cui è in parte contemporaneo. Il nome deriva dal sito di Clacton-on-Sea (contea di Essex, Gran Bretagna). A volte suddiviso in "antico", "medio" e "recente".
- Tayaziano: manufatti di tipo clactoniano associati ad altri di tipo musteriano, con basse percentuali di bifacciali. Non è chiaro se si tratti di una cultura autonoma e in quali rapporti sia con l'acheuleano. Il nome deriva dal sito di Les-Eyzies-de-Tayac in Dordogna, Francia.